# Xã Bogard, Quận Daviess, Indiana
Xã Bogard (tiếng Anh: Bogard Township) là một xã thuộc quận Daviess, tiểu bang Indiana, Hoa Kỳ. Năm 2010, dân số của xã này là 1.473 người.